# E007
|  | No s'ha de confondre amb E07. |

La ruta europea E007 és una carretera que forma part de la Xarxa de carreteres europees. Comença a Taixkent (Uzbekistan) i finalitza a Irkeshtam (Kirguizstan). Té una longitud de 600 km. Té una orientació de nord a sud.